# タマロイド 超Cガンダム
『タマロイド 超Cガンダム』（タマロイドちょうシーガンダム）は、1991年にコミックボンボン（講談社）に連載された神矢みのるの漫画作品。

## 概要
本作はSDガンダム同様の派生作品だがSDガンダムではなく、他の多くの作品とは異なり丸みを帯びた頭部から直接手足の生えたキャラクターを特徴としている（後に発売されるゲキタマンも同様に丸い形状である）。キャラクターだけでなくメカニックなども球形をしておりまた殆どの固有名詞が平仮名であることも大きな特徴である。

## ストーリー
主人公きゅ～いち達の暮らす超Cコロニーに突如くろすぼ～ん軍が攻め込んでくる。きゅ～いち達の先輩に当たる防衛隊も歯が立たない相手であったがきゅ～いちが潜在能力を目覚めさせ辛くも脱出に成功する。彼らは故郷を救うため「進化の鍵」を探す旅に出るのだった…

## 登場人物

### 主人公
きゅ～いち（ガンダムF91）
この物語の主人公。落ちこぼれとされる試作機であるが意に介さない明るい性格。数々の潜在能力を持つ。語尾に「～Q」と付ける癖がある。普段は人間に近い顔で角も丸みを帯びているが、進化後はSDガンダムのような、マスク付きのシャープな顔になる。第三形態になるとマスク部が開き、超スピードを発揮するが、この時の口回りは進化前と異なり線が走っている。中盤から「はいぱ～超C族」と呼ばれる全身がその他のSDガンダムと同程度にシャープになった形態への変身能力を身につけるが、この形態では再びマスクに覆われる。最終話ではそのマスクも開き、F91のフェイスと同様の形状をした口（スリットに沿って開閉する）が現れた。

### 主な登場人物
たんく（ガンタンクR-44）
きゅ～いちと同じく試作機で気が弱く彼に出会うまでいじめられっ子だった。仲間の危機に奮起して大砲からビームを撃つ、変形してかなりのスピードを発揮するなど彼もまた成長が著しい。
語尾に「～デス」と付ける癖がある。
じむとれーなー（ジム・トレーナー）
きゅ～いち達の先生。いわゆる解説役である。
じむすないぱー（ジム・スナイパー）
きゅ～いち達の先輩。無愛想だが何かときゅ～いちやたんくに協力することが多い。
へびーがん（ヘビーガン）、きゃのん（フォーミュラ計画#Gキャノン）
きゅ～いち達の同期達。成績優秀だが、実戦では主に引き立て役となる。

### 戦う仲間
ひゃっきー（百式）
黄金の機動生命体であなはいむ財閥の御曹司。
伝説の天才クニー・オーカワラウスが設計した戦艦ホワイト・エースの設計を発見し復元（元デザインはリアルタイプであり指摘された際「デザインが超Cになったのは復元した技師のせいだ」として作者の自画像を蹴飛ばしている。）して冒険の旅に出たところきゅ～いちとたんくに出会って彼らの目的を知り、進化の鍵を見つけたとなれば本物の英雄になれると協力を買って出る。
態度が大きく豪快な性格だが意外に悪知恵が働く。一方で自分が足を引っ張っていることを気にしているような場面も見られる。終盤では、自分の力で戦う勇気と根性を見せるようになり、ひゃっきー改へと進化出来るようになった。
一人称は「わがはい」。語尾に「～である」と付ける。

### 白い戦士
作中では伝説となっているれんぽ～族の戦士。
νがんだむ
嘗ての英雄であるが命を賭けて救ったさいど６の人々の堕落振りに酒びたりの生活を送っていた。ライバルでありともにお～るずもびると戦った仲間でもあるさざびー（サザビー）の息子ちさびーが懸命に戦う姿を見て再び立ち上がる。
その他の白い戦士
あとみっくからの警告でコロニーに戻り、そこで大総統に追いつめられたきゅ～いち達の元へνがんだむとともに駆けつける。
- マ～クII
- ゼ～タ
- ダブルゼ～タ

初代がんだむ
白い戦士の中でも別格扱いの白い戦士。過去に持怨憎苦が全宇宙に喧嘩を売った際に穴杯夢の連合軍で攻め込んで勝利し剣を残し持怨憎苦では「剣聖」と呼ばれている。この持怨憎苦編ではゼ～タやマ～クIIも抜けなかったこの剣をきゅ～いちが抜くなどきゅ～いちと何かの関連があることが示唆されている。

### む～ん・む～ん
かつて人間族が進化の法を生み出すために修行を積んだという星。
ガンダムとジオングを象った石像などの遺跡が残されている。
あとみっくがんだむ
む～ん・む～んの住人を退化させた張本人。白い戦士の一族「がんだむ」であるが、生まれたときの姿から一族からのはぐれものとされていた。機動生命体の魂を弾丸にする「あとみっくきゃのん」を持ち、唆されて退化した魂を抜き取っていた。
幼い頃は迫害されていたびぎなを庇う優しい少年であり、強い憎しみに取り憑かれた後もわずかに良心が残されていた。敗れた後は警告を発すると共にびぎなとともに姿を消し最終決戦で仲間として再登場する。
びぎな
あとみっくの幼馴染みの少女。変身したきゅ～いちも驚くほどの性能を持つ。一度だけダギ・イルスらしき部下が登場するが、くろすぼ～んとの関連は不明。
さなりぃ編で再登場する。魔獣三将軍相手ではやや劣勢であったがこのときがきゅ～いち以外のキャラによるビームシールドの初使用となる。

### くろすぼ～ん族
大総統（鉄仮面）
らふれしあ
くろすぼ～ん最強のモビルアーマー。進化の聖地と言われるらびあんの薔薇できゅ～いち達を待ち構えていた。
ざび～ね（ベルガ・ギロス）
黒の部隊隊長。度々きゅ～いち達の前に立ちはだかる。
どれるだらす
紫の部隊隊長。更迭されたざび～ねに代わりきゅ～いち達に罠を仕掛ける。ざび～ねと異なり本人が戦闘したことはない。
が～べら（ガーベラ・テトラ）
あなはいむに取って代わられて時間を止めてしまったコロニー「持怨憎苦」で「魔進化の鍵」の実験を行っていた。きゅ～いち達から知名度が低いことを指摘されその度に本気で怒っていた。

### 魔獣三将軍（ダイノスリー）
進化の果てに完全に野生化してしまった聖地、さなりぃにたどり着いたきゅ～いち達を迎え撃った邪進化暴竜軍団（イーブリューダーダイノフォース）を率いる恐竜型の戦士。名前が珍しく片仮名表記になっている。各々が恐竜を摸したもびるあ～ま～形態に変形する。
ティラノ=ガゾウム
ティラノサウルスの頭蓋骨を被ったような姿をしている。必殺技は「はいぱ～=なっくるばすた～」。正体はざび～ねだった。
プテラ=ギャプラン
プテラノドンの様な頭部と翼を持った戦士。正体はが～べらだった。
プレシオ=カプール
巨大な体躯を持った戦士。『バグ=カプール』の上半身と『サイ=ゴッグ（角の生えたハイゴッグのような容姿）』の下半身に分離する。他の二人と異なり、聖地にたどり着く前に、ひゃっきー改との戦いで倒される。彼のみ過去に戦った相手ではない。

## 進化の鍵
本作における進化とは生物のそれと同一ではなく成長や強化に当たるものである。進化の鍵とは機動生命体の間では伝説となっているにんげん族が封印した科学技術のことであることが終盤に明かされた。（これをきゅ～いちに語った存在のシルエットから、第一話で「宇宙世紀とは全く関係ない」とされた本作の世界観が宇宙世紀の未来の話であるとも考えられるものとなった。）